# Ippocoonte (cugino di Reso)
Ippocoonte (in greco antico: Ἱπποκόων?) è un personaggio della mitologia greca, cugino e coetaneo del re trace Reso.

## Mitologia
Ippocoonte era non solo parente ma anche consigliere alla corte di Reso, che seguì nella guerra di Troia. Il re di Tracia si era schierato in favore dei troiani, rinnovando un'alleanza che durava da tempo. 

Il giovane cortigiano sopravvisse al massacro notturno in cui Reso perì con dodici dei suoi uomini e fu proprio lui a rinvenirne i cadaveri. 

Omero narrò questa vicenda nel decimo libro dell'Iliade.
Ecco il passo omerico:
 "... Il signor del sonante arco d'argento

stavasi Apollo alla vedetta, e vista

seguir Minerva del Tidìde i passi,

adirato alla Dea, mischiossi in mezzo

alle turbe troiane, e Ipocoonte

svegliò, de' Traci consigliero, e prode

consobrino di Reso. Ed ei balzando

dal sonno, e de' cavalli abbandonato

il quartiero mirando, e palpitanti

nella morte i compagni, e lordo tutto

di sangue il loco, urlò di doglia, e forte

chiamò per nome il suo diletto amico;

e un trambusto levossi e un alto grido

degli accorrenti Troi, che l'arduo fatto

dei due fuggenti contemplâr stupiti."
(Omero, Iliade X, traduzione di Vincenzo Monti)